# Febian Brandy
Febian Brandy (ur. 4 lutego 1989 w Manchesterze) – pochodzący z Saint Kitts i Nevis, choć urodzony w Anglii, piłkarz występujący na pozycji napastnika lub skrzydłowego. Reprezentant drużyny narodowej Saint Kitts i Nevis, a przedtem młodzieżowych reprezentacji Anglii. Członek młodzieżowej drużyny Manchesteru United, która zajęła drugie miejsce w młodzieżowym pucharze Anglii w 2007 roku.